# 만넬리 탑

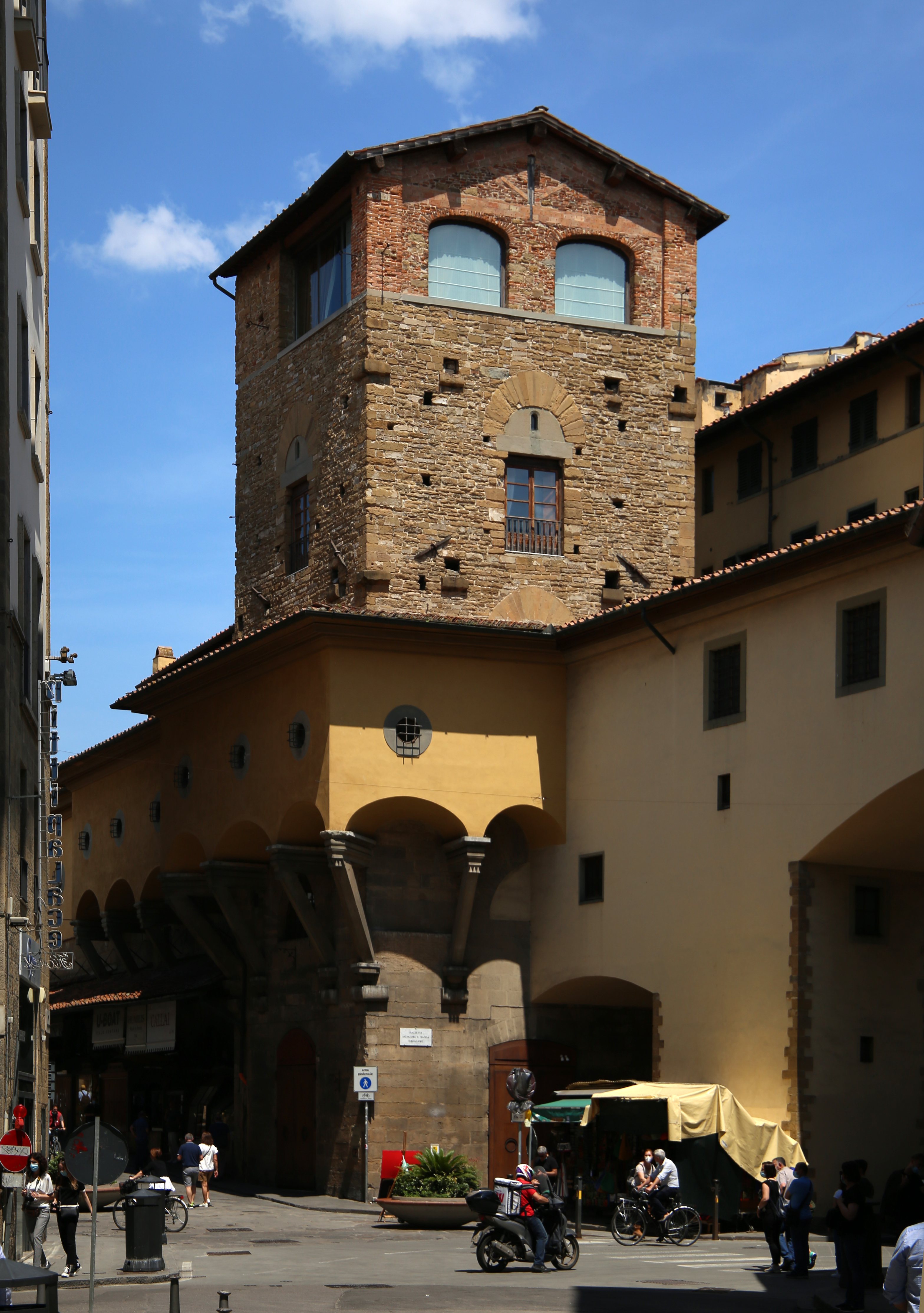
바사리 회랑과 만넬리 탑

만넬리 탑(Torre dei Mannelli)은 이탈리아 피렌체의 베키오 다리 남동쪽 모퉁이에 있는 작은 탑이다. 한때 베키오 다리의 각 모퉁이를 보호하던 네 개 탑 중 유일하게 남아있다. 1565년, 만넬리 가문은 바사리 회랑(우피치에서 아르노강 건너편에 있는 피티궁으로 이어지도록 코시모 1세 데 메디치 공작이 건설을 지시한 회랑)이 직선으로 지어질 수 있도록 이 탑을 수정하거나 철거하라는 지시를 거부했다. 대신에 회랑은 브라켓을 따라 회랑을 지으며 이곳을 우회했다.
만넬리 탑은 제2차 세계대전 기간에 피해를 입었고 1944년-1946년에 걸쳐 건축가 넬로 바로니가 복원하였다. 1층은 현재 젤라토 가게가 입점해 있다.

## 참고 문헌
- Grimaldi, Fortunato (2005). 《Le "case-torri" di Firenze》. Florence: Edizioni Tassinari.